# Општина Присеака (Олт)
Присеака (рум. Priseaca) општина је у Румунији у округу Олт.
Oпштина се налази на надморској висини од 216 m.